# Thisbe (Stadt)
Thisbe (altgriechisch Θίσβη, später auch Θίσβαι) war eine antike griechische Stadt im südwestlichen Böotien zwischen dem Helikon und dem Golf von Korinth, wo Thisbe einen Hafen besaß. Am selben Ort gibt es eine moderne Siedlung, die früher Kakosi(a) hieß und später den antiken Namen übernahm (Thisvi). Hier befindet sich der Sitz der Rohrwerke Korinth.
Der Ort war bereits in mykenischer Zeit besiedelt. Aus dieser Phase wurden u. a. Reste von Zyklopenmauerwerk entdeckt, die zur Befestigungsmauer gehörten. Keramikfunde belegen eine Besiedlung im 14. und 13. Jahrhundert v. Chr. Mykenische Kammergräber wurden südlich und nordwestlich von Thisbe entdeckt. Im Schiffskatalog der Ilias wird Thisbe mit dem Epitheton „taubenumflattert“ aufgeführt (auch spätere Dichter schrieben ihm Reichtum an Tauben zu). In klassischer Zeit gehörte es zum Böotischen Bund, war aber kein Vollmitglied, sondern gehörte zu Thespiai. Im Hellenismus war Thisbe unabhängig und wurde während des Dritten Römisch-Makedonischen Krieges 172 v. Chr. von den Römern erobert, die zwei Jahre später Angelegenheiten der Stadt in einem Senatsbeschluss (senatus consultum de Thisbaeis) regelten, der in griechischer Sprache inschriftlich überliefert ist. Aus der römischen Kaiserzeit sind Inschriften bis zum 3. Jahrhundert n. Chr. erhalten.
Die Befestigungsmauern der Stadt sind noch teilweise erhalten, außerdem zahlreiche Reliefs und Inschriften. Pausanias erwähnt ein Herakles-Heiligtum in Thisbe.